# دی‌ان‌اس بر روی تی‌ال‌اس
دی‌ان‌اس بر بروی تی‌ال‌اس (انگلیسی: DNS over TLS) یک پروتکل رمزنگاری برای رمزگذاری و بسته‌بندی درخواست‌های دی‌ان‌اس از طریق پروتکل امنیت لایه انتقال(TLS) است. هدف آن، افزایش امنیت و حریم خصوصی کاربران است که در این روش، از استراق سمع و تغیر داده‌های دی‌ان‌اس توسط حمله مرد میانی جلوگیری می‌شود.
از سال ۲۰۱۹، کلودفلر، «Quad9»، گوگل، امنیت اطلاعات چهارگانه و «LibreOps» در حال ارائه خدمات عمومی دی‌ان‌اس با استفاده از دی‌ان‌اس بر روی تی‌ال‌اس هستند.
در آوریل سال ۲۰۱۸، گوگل به‌طور رسمی اعلام کرد که اندروید پای نیز از دی‌ان‌اس بر روی تی‌ال‌اس پشتیبانی می‌کند. قابلیت تنظیم و پیکربندی دی‌ان‌اس بر روی شبکه موبایل و وای-فای تا پیش از این فقط برای دستگاه‌های ریشه‌یابی اندروید امکان‌پذیر بود. «PowerDNS» نیز در آخرین نسخه ۱٫۳٫۰ پشتیبانی از دی‌ان‌اس بر روی تی‌ال‌اس را اعلام کرد.
کاربران سرویس‌دهنده بایند می‌توانند قابلیت دی‌ان‌اس بر روی تی‌ال‌اس را با پروکسی زدن Stunnel نیز تهیه کنند.
همچنین سرویس «Unbound» از ۲۲ ژانویه سال ۲۰۱۸ تا به کنون، از دی‌ان‌اس بر روی تی‌ال‌اس پشتیبانی می‌کند.
با پشتیبانی اندروید پای از دی‌ان‌اس بر روی تی‌ال‌اس، هم‌اکنون برخی از مسدود کننده‌های تبلیغاتی با استفاده از پروتکل رمزگذاری شده به عنوان روشی آسان، برای دسترسی به سرورهای خود استفاده می‌کنند.

## پیاده‌سازی
بسیاری از حل‌کننده‌های عمومی دی‌ان‌اس از دی‌ان‌اس بر روی تی‌ال‌اس(DoT) پشتیبانی می‌کنند اما با این حال سیستم‌های کاربران موظف به انتخاب در این باره هستند. کاربران اندروید به‌طور پیش فرض از این قابلیت استفاده می‌کنند.
کاربران لینوکس و ویندوز می‌توانند از دی‌ان‌اس بر روی تی‌ال‌اس(DoT) به عنوان مشتری از طریق «Daemon stubby NLNetLabs» یا «Knot Resolver» استفاده کنند.
همچنین ممکن است برای استفاده مستقیم از «getdns_query»، ابزار «getdns» را نصب کنند.